# 日照港
日照港，初名石臼港，是位于山東省日照市的深水港。日照港是一座歷史較新的港口，自1982年開工建設，1985年10月一期工程建成。日照港因煤而生，最初是一座能源港。
日照港分為石臼、嵐山兩大港區，是山東省第二大港口。日照港的貨物吞吐量位居中國前十大港之列。日照港(集團)有限公司是上海證券交易所的上市公司。

## 港口历史
1970年代，中国政府为开发兖州煤矿，适应煤炭出口需要，提高国际市场竞争能力，适合国际远洋散货船舶大型化要求，决定在鲁南苏北沿海选址建设深水大港。日照县境内的石臼所、岚山头和江苏省连云港是三个备选港址。
1979年4月间，中国交通部会同国家计委、国家建委等七部委召开选址论证会，最终选择日照县石臼所建港。此处港址为“典型的耳形港湾，岩质海岸，无泥沙来源，港阔水深，海水不冻不淤”，具有“工程量小、工期短、投资省、深水条件好、不冻不淤、维护费用低、陆域平坦、沙石料丰富等优点”。9月13日，召开石臼港基本建设工作会议。
1980年2月7日，中国国务院副总理谷牧前往石臼所视察。3月，国家计委正式批复在石臼所建港的计划书，同意在石臼建设煤炭码头一期工程，建设两个10万吨级泊位，投资7亿人民币，工期5年，列入“六五”计划国家重点项目。是中国第一批使用日元贷款并与国家建委签订承包合同的工程之一。中国交通部与山东省人民政府商定，共同组成“石臼港建设指挥部”。指挥部于6月15日成立。
1982年1月22日的国务院常务会议，成立“兖石铁路、石臼港”建设领导小组。2月17日，石臼港煤码头一期主体工程正式动工。1984年12月6日，中国交通部正式批复成立“石臼港务管理局”。
1985年1月1日，交通部石臼港务管理局对外宣布成立并挂牌。4月23日至24日，中国国务院副总理李鹏第一次视察石臼港，写下“黄海滩头千年睡，日照东岸巨港出”的诗句，日后成为东港区得名之源。10月，石臼港煤码头一期工程开始重载联动试车。l0月20日，广州海运局红旗121货轮成功首航石臼港。
1985年12月，石臼港煤码头一期工程通过部级验收。1986年，石臼港投产。5月，石臼港煤码头一期工程通过国家级验收，并获得国家优质工程银质奖、施工鲁班奖，入选改革开放以来全国十大水运工程。同时，石臼港被批准为一类对外开放港口。10月，利用煤码头一期工程节余的1800万元资金，建成1个万吨级杂货泊。
1987年，石臼港完成吞吐量425万吨，实现利税365万元，利润由亏转盈。1988年，港口管理体制改革，港务局实行山东省和交通部双重领导、以省为主的管理体制，改名为“石臼港务局”。同时，撤销原“石臼港建设指挥部”。1989年，石臼港晋升为国家二级企业，1990年晋升为大型一类企业。
为便于港城一体、协调发展，“石臼港务局”在1992年5月1日又更名为“日照港务局”，石臼港亦更名为日照港。
2003年5月，日照港务局改制，和嵐山港務局合併重組為“日照港(集團)有限公司”。2017年时，日照港集团吞吐量达3.6亿吨。